# LPC匯流排

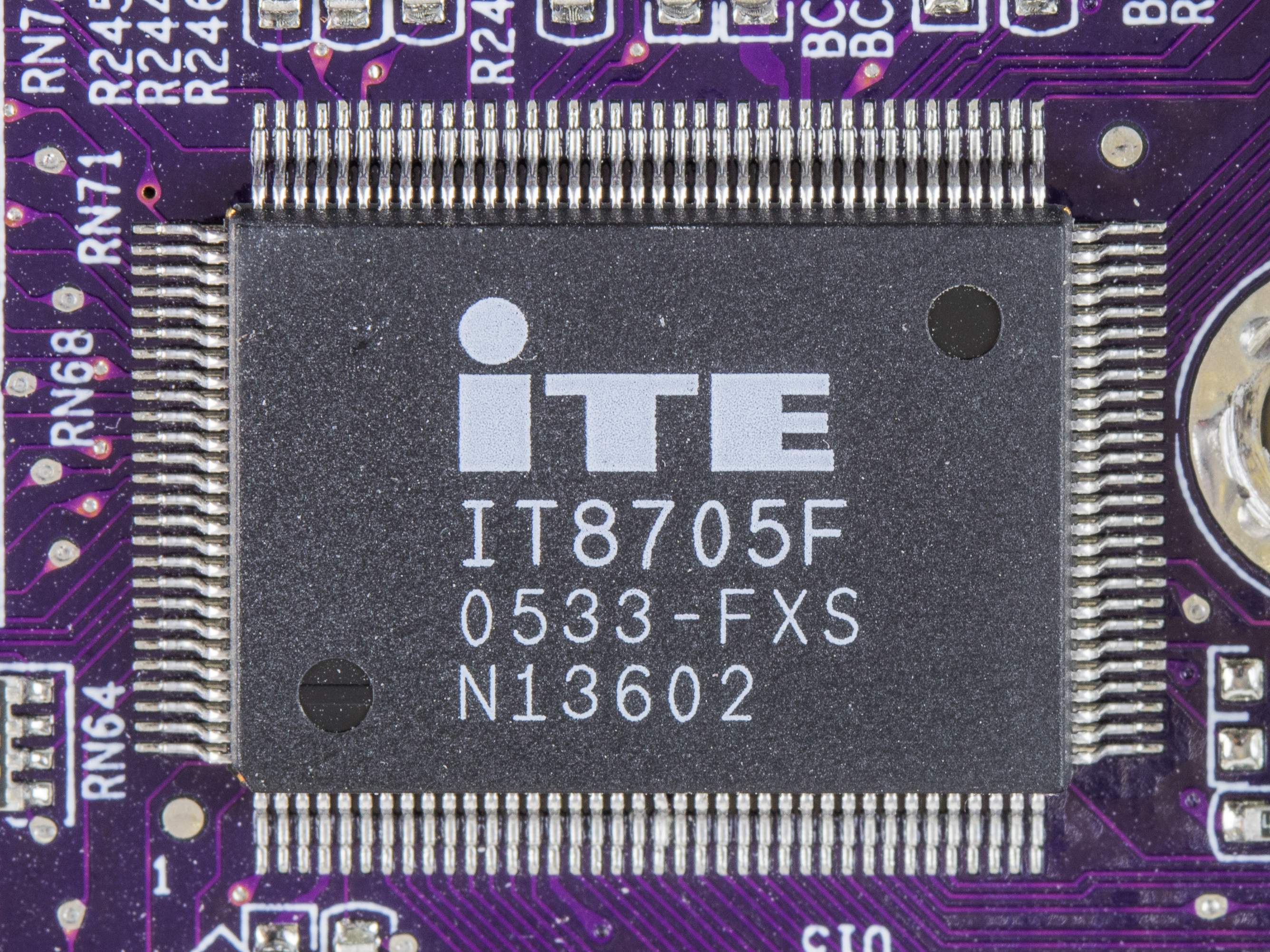
Low Pin Count interface IT8705F Super I/O 晶片。Data sheet 取自 聯陽半導體

LPC总线，原名叫Low Pin Count Bus，是在IBM PC兼容机中用于把低帶寬裝置，连接到CPU上。這些低速设备有：BIOS，Super I/O，TPM。LPC总线通常和主板上的南桥物理相连。
LPC总线是Intel在1998时作为工业标准结构（ISA）的替代品引入，它与ISA在软件层面是类似的，尽管在物理层面有着巨大不同，ISA是16bit宽，8.33 MHz的，而它是4bit宽，有着四倍频率（33.3 MHz）的。

## 訊號
LPC訊號有START、STOP、CYCTYPE+DIR、IDSEL、TAR、SIZE/MSIZE、ADDR、CHANNEL、DATA及SYNC等：
- START：是指一個封包（packet）的開始。
- STOP：一個封包的結束。
- SYNC：同步等待狀態。

## 外部連結
- LPC Interface Specification at Intel（页面存档备份，存于）
- Serialized IRQ Support For PCI Systems（Microsoft Word format）—used by the LPC bus
- Open-Source LPC Host and Peripheral Cores